# Erdoğan Atalay

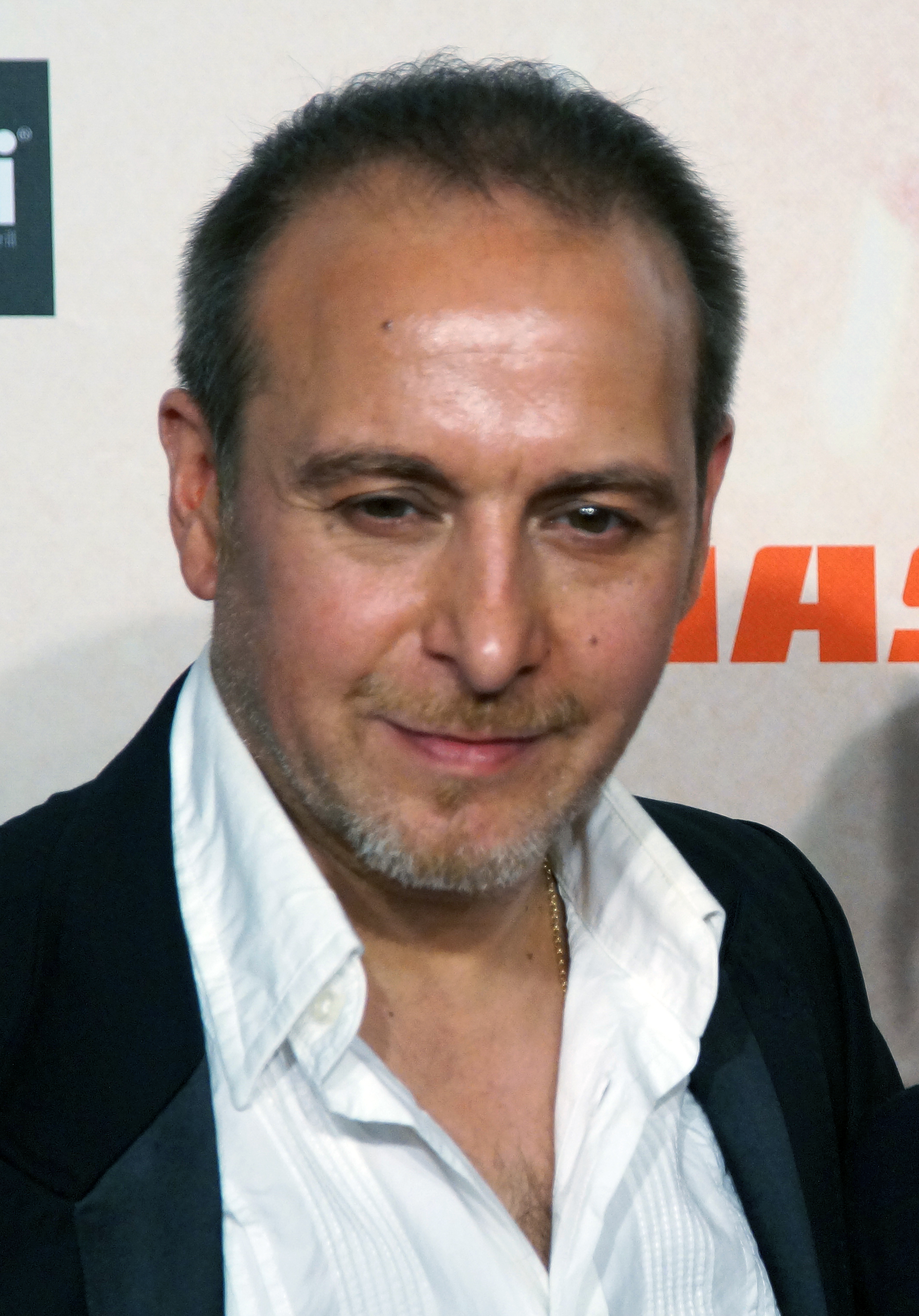
Erdogan Atalay (2016)

Erdoğan Atalay (* 22. September 1966 in Hannover) ist ein deutscher Schauspieler.

## Werdegang
Erdoğan Atalay war auf der IGS Garbsen Mitglied der Theater-AG und bekam mit 18 Jahren beim Staatstheater Hannover eine Nebenrolle in der Aufführung Aladin und die Wunderlampe im Theater am Aegi. 1987 begann er ein Studium an der Hochschule für Musik und Theater Hamburg. Nach einigen weiteren kleinen Theaterrollen in Hamburg bekam er Gastrollen bei Einsatz für Lobeck, Doppelter Einsatz, Die Wache und Der Clown.
Seinen Durchbruch erzielte er im März 1996 mit der Hauptrolle bei Alarm für Cobra 11 – Die Autobahnpolizei. Bis heute spielt er dort den türkischstämmigen Hauptkommissar Semir Gerkhan. Seine aktuelle Drehpartnerin bei der RTL-Action-Serie ist seit August 2020 die Schauspielerin Pia Stutzenstein. Atalay hat das Drehbuch der Episode Schachmatt aus Alarm für Cobra 11 aus dem Jahr 2000 mitgeschrieben. 2005 erschien eine von Atalay verfasste Kurzgeschichte (Die Türkei ist da oben) in der deutsch-türkischen Anthologie Was lebst du?. Im September 2012 drehte er gemeinsam mit Ilka Bessin (Cindy aus Marzahn) den Kurzfilm „Alarm für Cindy 11“, eine Parodie auf Alarm für Cobra 11. Der Kurzfilm wurde am 15. September 2012 in der Sendung Cindy aus Marzahn und die jungen Wilden ausgestrahlt.

## Persönliches

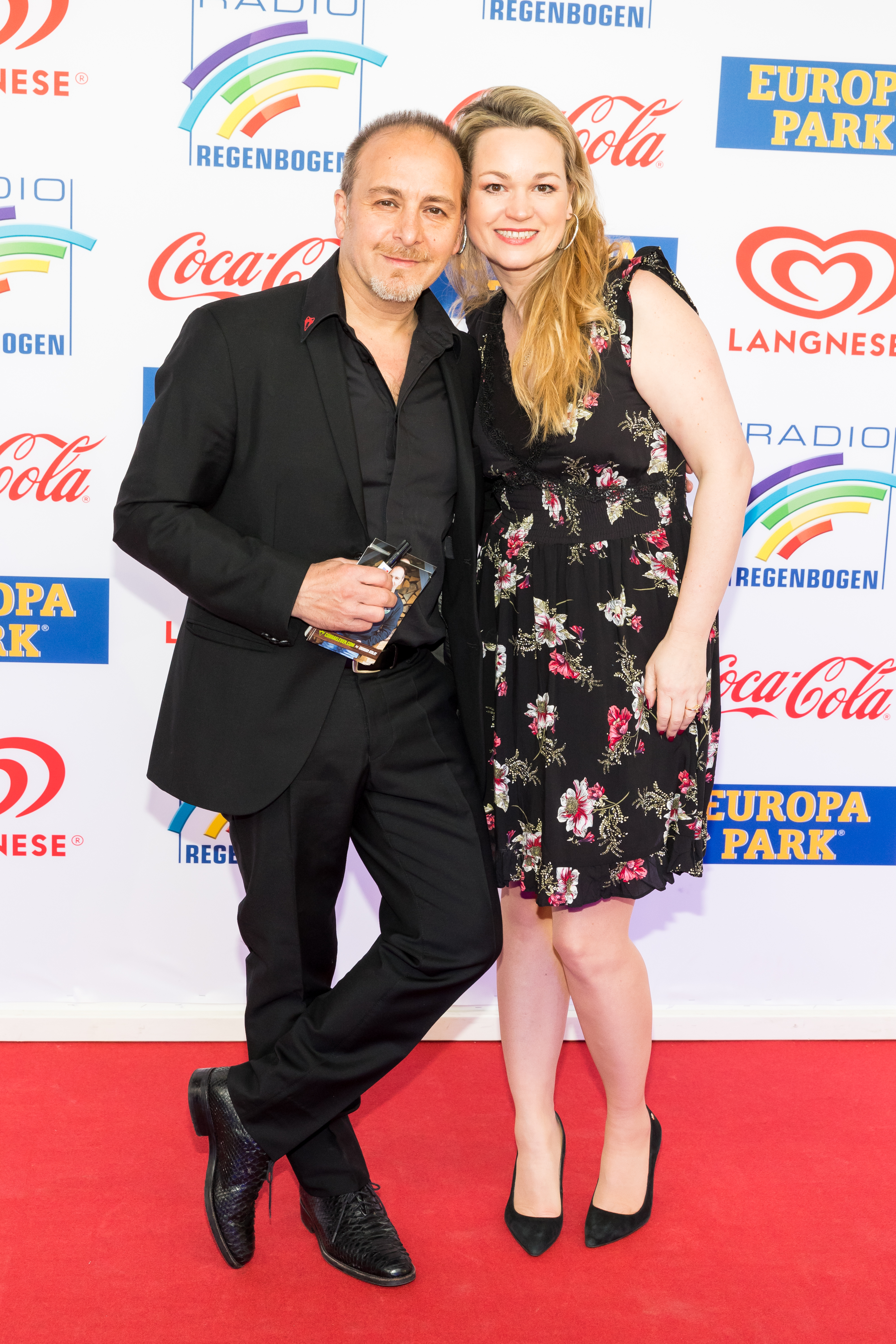
Erdogan Atalay und Katja Ohneck (2019)

Sein Vater ist türkischer Herkunft und war in der Türkei selbst Schauspieler; die Mutter ist Deutsche. Erdoğan Atalay, der selbst kein Türkisch spricht, wuchs zusammen mit seiner Schwester bei der Familie in Berenbostel auf. 2004 heiratete er die Theater- und Filmschauspielerin Astrid Pollmann (* 1968). Ihre gemeinsame Tochter ist Pauletta Pollmann. Das Ehepaar trennte sich Ende 2009. Im Juli 2012 kam Atalays zweites Kind, ein Sohn, auf die Welt; die Mutter ist Atalays Lebensgefährtin, die Maskenbildnerin Katja Ohneck. Seine Tochter Pauletta ist ebenfalls als Schauspielerin tätig und gab ihr Schauspieldebüt im Jahr 2012 in einer Nebenrolle der SOKO München-Folge Für meine Tochter, in der auch Atalay spielte. Seit 2014 verkörpert Pauletta Pollmann in Alarm für Cobra 11 auch seine Serientochter Ayda Gerkhan als Nachfolgerin von Nicole Rusz, die zuvor Ayda spielte. Atalay heiratete im Jahr 2017 seine Lebensgefährtin Katja Ohneck.
Atalay engagiert sich als Botschafter für Die Arche – Christliches Kinder- und Jugendwerk.

## Filmografie
- 1990: Musik groschenweise
- 1994: Die Wache (Fernsehserie, 1 Folge)
- 1995: Doppelter Einsatz (Fernsehserie, 1 Folge)
- seit 1996: Alarm für Cobra 11 – Die Autobahnpolizei (Fernsehserie, seit Folge 3)
- 1997: Sperling und der falsche Freund (Fernsehreihe)
- 1998: Der Clown (Fernsehserie, 1 Folge)
- 1999–2000: Hinter Gittern – Der Frauenknast (Fernsehserie, 3 Folgen)
- 2000: Liebe Pur
- 2000: Maximum Speed[13]
- 2003: Alarm für Cobra 11 – Einsatz für Team 2 (Fernsehserie, 1 Folge als Semir Gerkhan)
- 2006: Hammer und Hart
- 2010: C.I.S. – Chaoten im Sondereinsatz
- 2011: Geister all inclusive
- 2012: SOKO München (Fernsehserie, 1 Folge)
- 2012: Cindy aus Marzahn und die jungen Wilden (TV-Show, 1 Folge)
- 2013: Mordkommission Istanbul (Fernsehreihe, Folge: Stummer Zeuge)
- 2015: Macho Man
- 2016: SOKO Stuttgart (Fernsehreihe, Folge: Fluch des Geldes)
- 2018: Asphaltgorillas
- seit 2019: Die Martina Hill Show (TV-Show, 7 Folgen in der Episode: Alarm für Mutti 11)[14]
- 2023–2024: Blutige Anfänger (Fernsehserie, 4 Folgen)

## Theater
- 1984: Aladin und die Wunderlampe (Staatstheater Hannover)[15]